# Kostel Nejsvětější Trojice (Štikov)
Kostel Nejsvětější Trojice je římskokatolický filiální kostel ve Štikově, místní části Nové Paky. Zajímavostí kostela je jeho obrácená orientace, hlavním vchodem k severovýchodu a oltářem k jihozápadu. Svým umístěním a štíhlou věží zvýrazňuje panorama obce.

## Historie
Neogotický filiální kostel byl postaven roku 1883 stavitelem Františkem Wolfem z Nové Paky. Postaven byl z peněz nadace, kterou roku 1845 založil ze svých prostředků místní rychtář Antonín Wagner. Základní kámen byl položen a vysvěcen 10. června 1882. Kostel byl postaven na pozemku Františka Groha, který při dokončení stavby v roce 1883 vyzdvihl na věži kříž. Slavnostně byl kostel vysvěcen 4. července 1884 královéhradeckým biskupem Josefem Haisem za asistence novopackého faráře P. Josefa Fidlera, který převzal kostel jako filiální pro novopackou farnost.

## Architektura
Jednolodní obráceně orientovaná stavba se čtvercovým presbytářem a štíhlou hranolovou věží ve vstupním průčelí. Je postaven z kvádrů hořického pískovce v prostém provedení.

## Interiér
Mobiliář je novogotický. Oltářní obraz Nejsvětější Trojice a čtrnáct zastavení křížové cesty zhotovila novopacká malířská dílna Antonína Mühla.

## Varhany
Varhany pořídila v roce 1889 na svůj náklad obec a jsou dílem varhanáře Josefa Kobrleho z Lomnice nad Popelkou.

## Bohoslužby
Bohoslužby se konají 4 x ročně v neděli od dubna do října.